# Han (etnia)

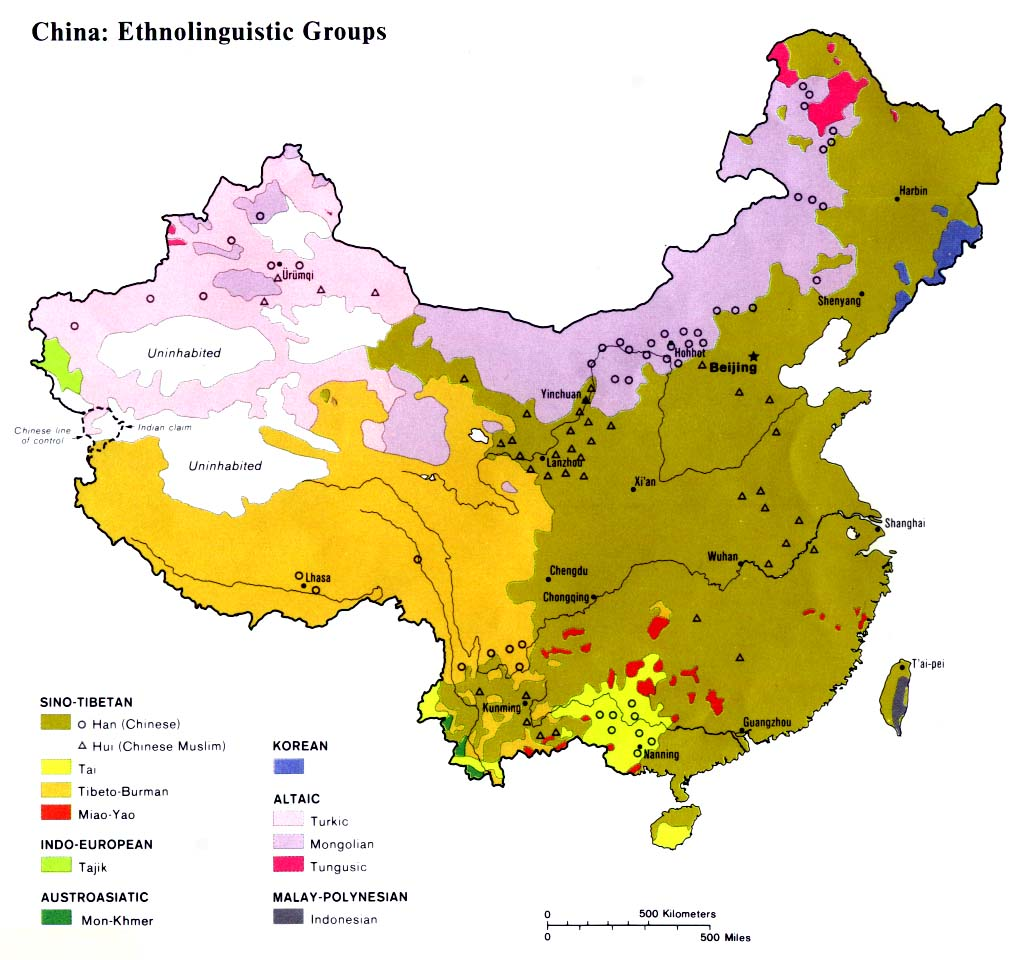
Distribuição etnolinguística de etnias na R.P. da China e Taiwan em 1983. Os Han estão a castanho

Han (em chinês simplificado: 汉; chinês tradicional: 漢; pinyin: hàn) é o maior grupo étnico da China (e de todo o mundo), representando quase 92% da população chinesa, ou seja, mais de 1,24 bilhão de pessoas (cerca de 18% da população mundial, equivalente à população da Índia).
O termo "han" foi usado pela primeira vez no século XIX para distinguir a maioria dos chineses da minoria manchu que governava a China. O nome vem da dinastia Han, que governou as partes da China de onde os chineses han têm origem. Mesmo hoje, são referidos como "pessoas han" (em chinês:  汉人, transl. Hàn rén).
Sua etnogênese envolve migrações do norte para o sul da China realizadas por um longo período. Sua origem está nas comunidades Huaxia, localizadas no norte da China.